# Cheapium
Cheapium은 몇 가지 이론상으로 슈퍼컴퓨터, 데이터 그리고 알고리즘을 이용하여 수천의 잠재적인 백금족 화합물로 가려내어 두 부분으로 이루어진 백금족 화합물이다.
새 화합물 테스트를 자동화하기 위해서  화학 구조모델과 함께 원자들의 상호작용 이론을 이용함으로써 현재는 백금화합물로 알려진 비싼 것을 더 싼 대체물을 발견하기까지 수년의 실험 연구와 돈이 잠재적으로 절약될 수 있다.
용어는 값비싼 원소들의 혼합으로써, 화학적, 물리적 혹은 구조적 특성이 비싸고 희귀한 원소와 동일한 것으로써 물질 과학자 Stefano Curtarolo가 이름붙였다.